# Série 71 a 79 da CP
A Série 71 a 79 foi um tipo de locomotiva a vapor, que foi utilizada pela Companhia dos Caminhos de Ferro Portugueses.

## História
As locomotivas estavam igualmente integradas na série 1145 a 1153 da divisão de Sul e Sueste da Companhia dos Caminhos de Ferro Portugueses, tendo posteriormente sido renomeadas para a Série 71 a 79. Circularam no Ramal de Lagos, no Algarve.